# Église Saint-Honoré d'Eylau (église ancienne)
Pour les articles homonymes, voir Église Saint-Honoré.
L’église « ancienne » Saint-Honoré d’Eylau est située au croisement de la place Victor-Hugo, de l'avenue du même nom et de la rue Mesnil, dans le 16e arrondissement de Paris.
Elle est surnommée « ancienne » par opposition à l'église « nouvelle » Saint Honoré d'Eylau, située juste à côté.

## Histoire et description

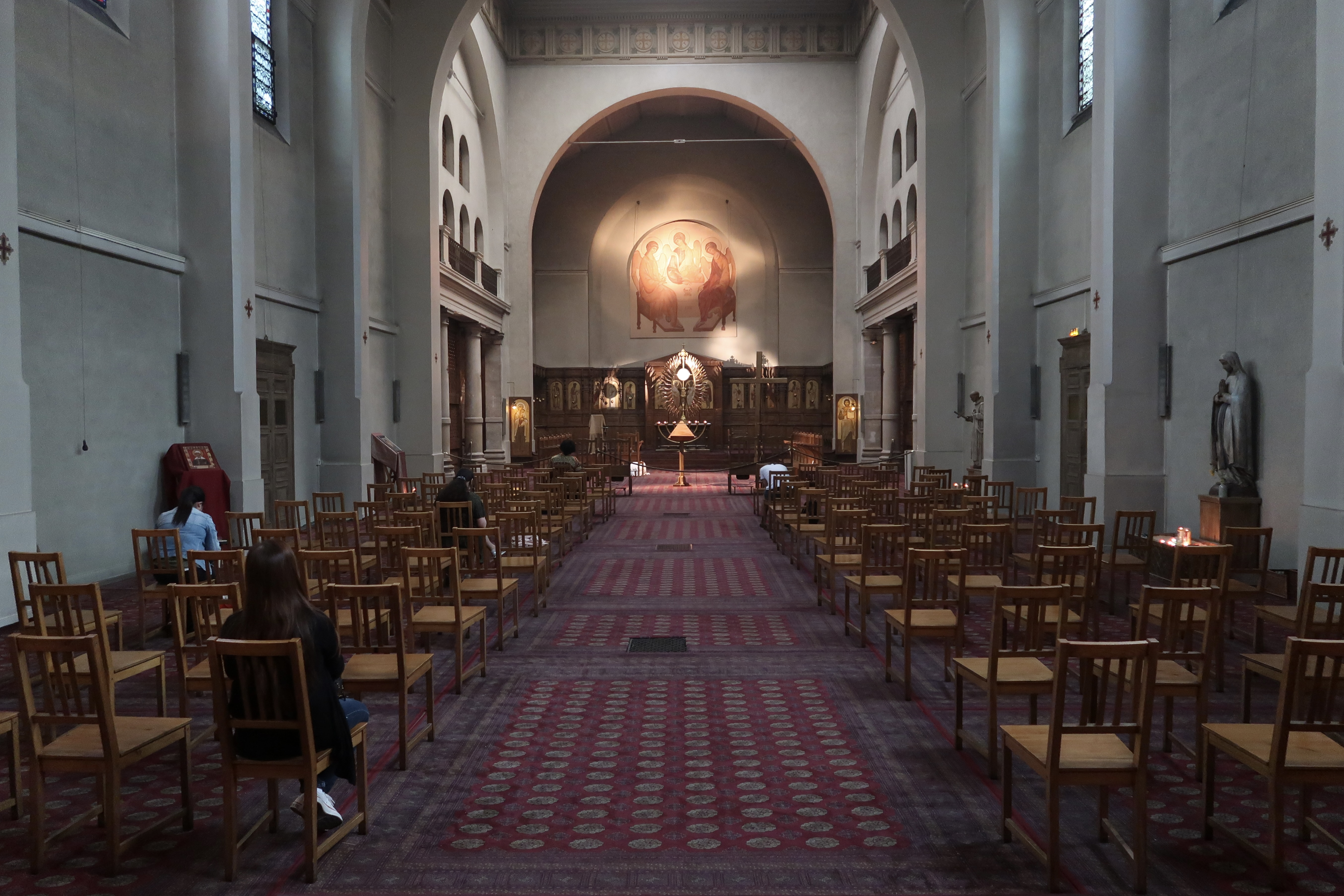
Intérieur.

L'église est construite en 1852. 
Le 2 septembre 1867, une centaine de personnes y assistent aux obsèques du poète Charles Baudelaire.
Le 13 mai 1871, durant la Commune de Paris de 1871, l'église est transformée en caserne de la Garde nationale sous le nom de caserne Saint-Honoré d'Eylau.
Cette église abrite les moniales de Bethléem du monastère Notre-Dame-de-la-Présence-de-Dieu, depuis 1986, à l'appel du cardinal Lustiger.
Le long de la façade côté avenue Victor-Hugo est installée une statue de Jeanne d'Arc, réplique de l'œuvre en marbre de 1837 par Marie d'Orléans conservée au château de Versailles.

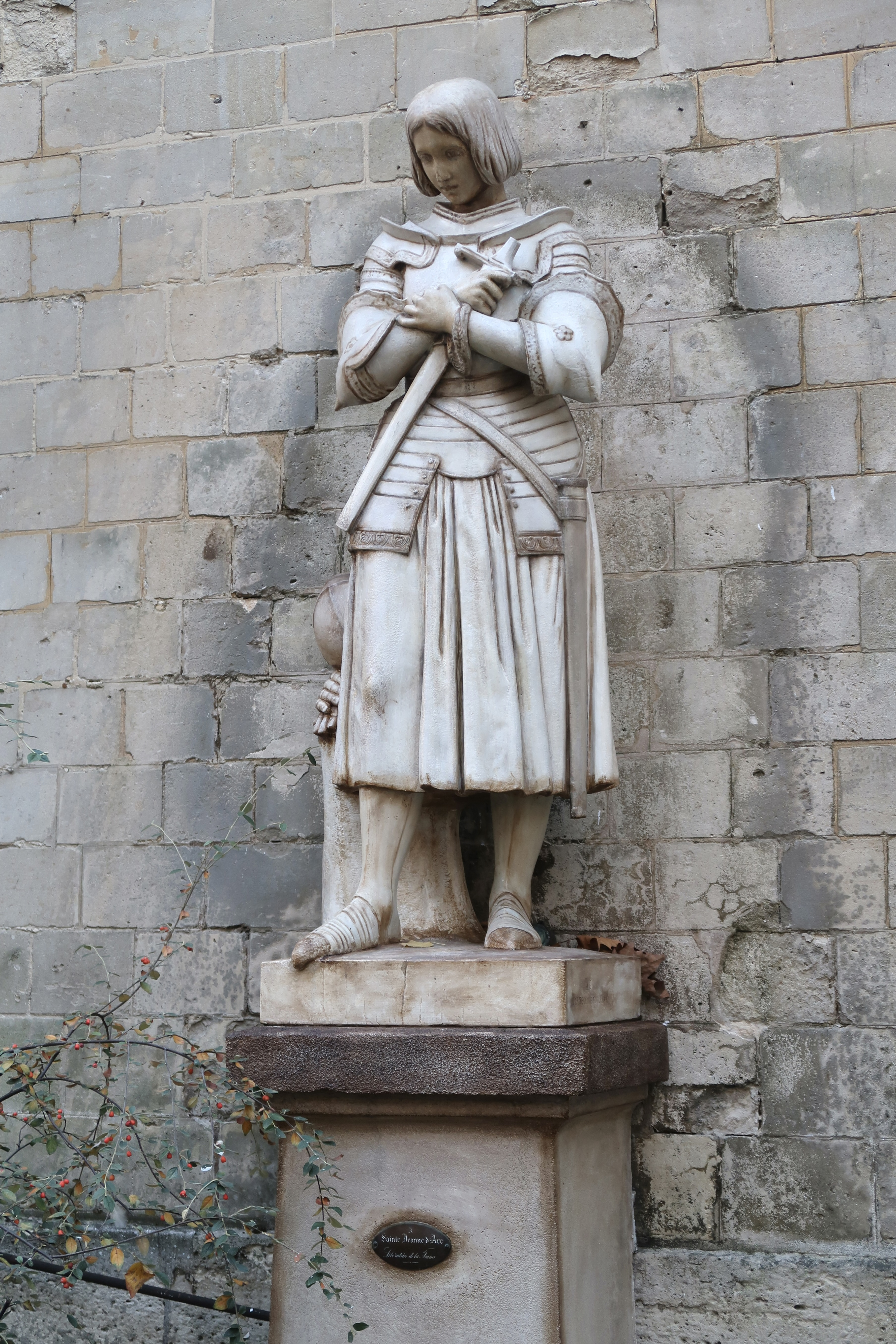
Statue de sainte Jeanne d'Arc.
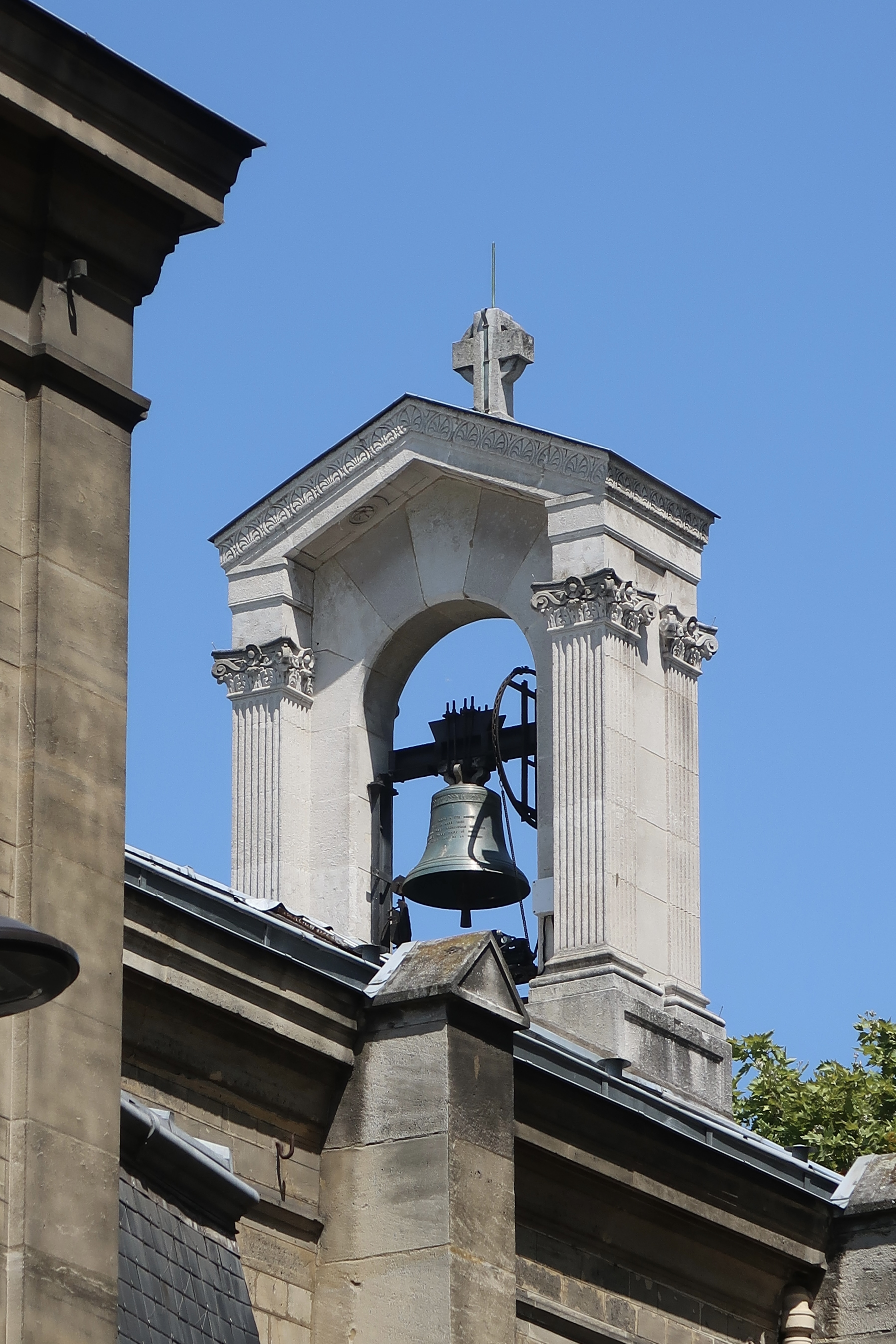
Clocher.

- Intérieur.